# تينوفوفير/إمتريسيتابين
تروفادا (بالإنجليزية: Truvada)‏ أو الاسم العلمي تينوفوفير/إمتريسيتابين (بالإنجليزية: tenofovir/emtricitabine)‏ هو عقار توليفي (مشترك) بجرعة ثابتة يتألف من عقارين مضادين للفيروسات القهقرية يستخدمان في علاج متلازمة العوز المناعي المكتسب. هذين العقارين هما تينوفوفير بجرعة 300 إمتريسيتابين بجرعة 200 مغ. 
يؤدي خلط العقارين في قرص قرص واحد إلى التقليل من تعديد الأدوية وزيادة امتثال المريض للعلاج المضاد للفيروسات القهقرية. للدواء أثر وقائي أيضاً، حيث ثبتت فعاليته في اتقاء العدوى بفيروس العوز المناعي البشري عند غير المصابين به، وفي 10 مايو 2012 أوصت لجنة خبراء إدارة الأغذية والأدوية الأمريكية بترخيص تروفادا في الولايات المتحدة لدواعي اتقاء العدوى بفيروس الإيدز عند الأشخاص ذوي خطر إصابة مرتفع، وذلك بالترافق مع طرق الوقاية التقليدية. تأتي هذه التوصيات استناداً إلى ثلاث تجارب سريرية أثبتت أن للعقار مفعول واقٍ عند الذكور المثليين جنسياً والعائلات التي يكون أحد الشريكين مصاباً، وذلك بنسبة بين 44% إلى 75%.[بحاجة لمصدر]

## الأبحاث والتطوير
قامت بتطوير الدواء شركة غيلياد ساينسز، وصادقت إدارة الأغذية والأدوية الأمريكية على استخدامه في سنة 2004.

## آثار جانبية
للعقار عدد من الآثار الجانبية مثل الغثيان والإقياء والدوار وفقد الشهية والإسهال وسمية كلوية وكبدية ونقص كثافة العظام. كما أن الإمداد بالمتطلبات الشهرية لكل شخص يكلف 1200 دولار أمريكي.
إن تكلفة الدواء المرتفعة تمنع من استخدامه من قبل أغلب المحتاجين له في البلدان النامية.

## تحذيرات
كما عبر عدد من الأطباء وناشطي مكافحة الأيدز عن قلقهم إزاء الاستعمال الوقائي للعقار مما يمكن أن يؤدي إلى تطور المقاومة الدوائية، وقد يعطي شعوراً كاذباً بالأمان لمستخدمي الدواء فيجعلهم يتركون الوسائل الوقائية الأخرى.